# Czarna Turniczka (Tatry Wysokie)
Czarna Turniczka (słow. Čierna vežička) – wybitna turnia w Czarnym Grzbiecie w słowackiej części Tatr Wysokich, odgałęziającym się na północny wschód od grani głównej w wierzchołku Czarnego Szczytu. Siodło leży we wschodniej grani Czarnego Szczytu, stanowiącej południową krawędź Czarnego Grzbietu. Jest to najwybitniejszy obiekt na tym odcinku, oddzielony od sąsiadującej z nim na zachodzie Czarnej Kopy położoną tuż obok Czarną Szczerbiną.
Na południe z Czarnej Turniczki opada do Baraniej Kotliny w Dolinie Dzikiej urwista 120-metrowa ściana, ograniczona z lewej strony głęboko wciętym Kominem Motyki (Motykovy komín), mającym swój górny koniec pod Czarną Szczerbiną. U podstawy ściany biegnie w poprzek Jakubowa Ławka, ograniczająca od góry skaliste Jakubowe Spadziki. Na północ od Czarnej Turniczki rozciąga się natomiast Wyżnia Czarna Galeria – jedna z trzech płaśni w Czarnym Grzbiecie, nazywanych Czarnymi Galeriami. Od jej strony wierzchołek turni jest niepozorny. Na wschód od Czarnej Turniczki zbiega grań, będąca południową krawędzią Czarnego Grzbietu. W dole kończy się ona w regionie wschodniego krańca Jakubowej Ławki, a w dalszej części przekształca się w jedno z żeber w Jakubowym Murze, które zbiegają w kierunku Zadnich Jakubowych Ogrodów.
Na Czarną Turniczkę nie prowadzą żadne szlaki turystyczne. Najdogodniejsze drogi dla taterników są łatwe (0+ w skali UIAA) i wiodą od strony Czarnej Szczerbiny oraz od wschodu przez Wyżnią Czarną Galerię. Południową ścianą biegną nadzwyczaj trudne (V) drogi Diešków i Čepeli.
Pierwsze wejścia na turnię mogły mieć miejsce podczas wejść na Czarny Szczyt, brak jednak na ich temat dokładnych informacji.